# SOS 어린이 마을

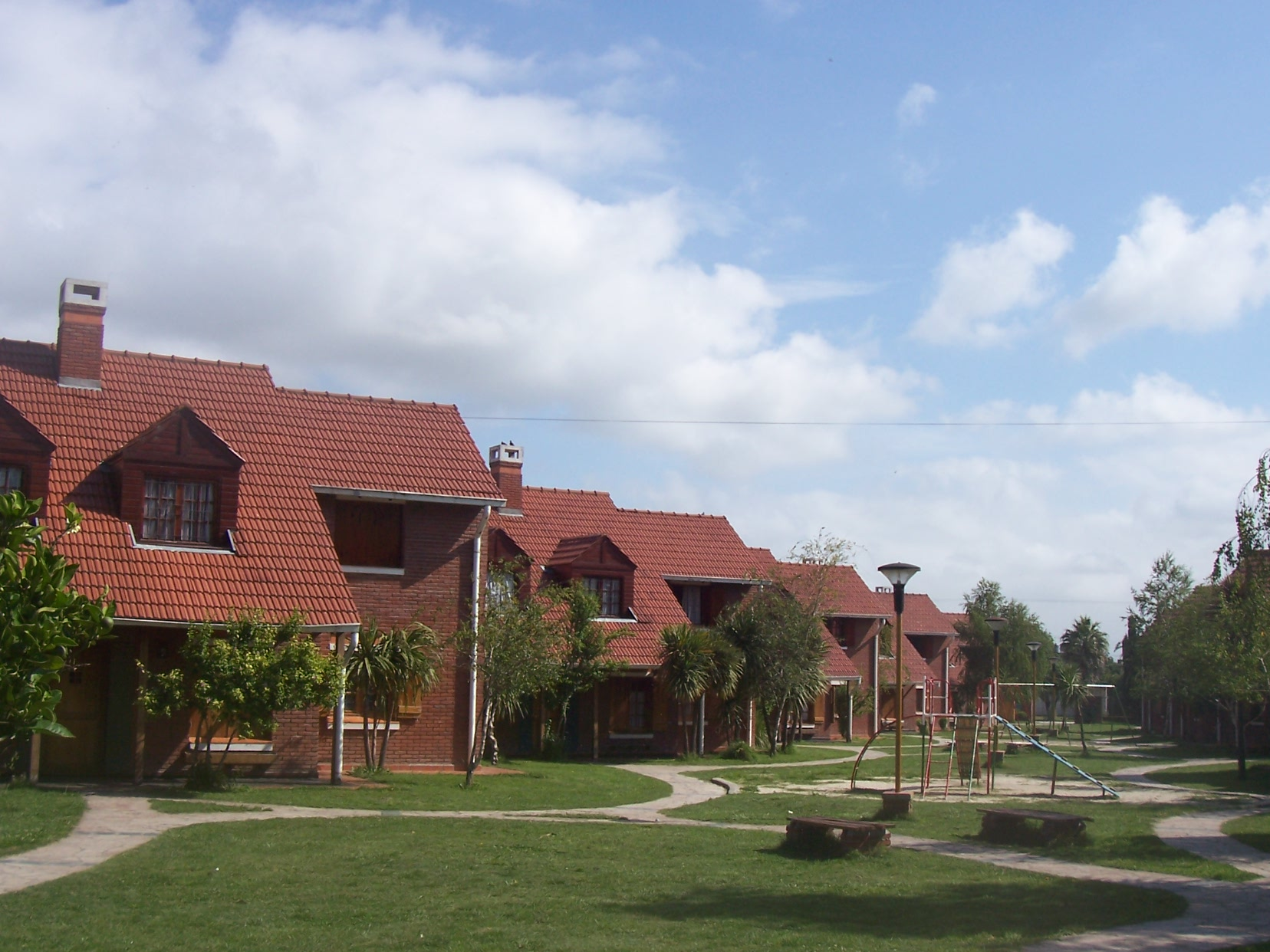
아르헨티나의 마르델플라타에 있는 SOS 어린이 마을

SOS 어린이 마을(영어: SOS Children's Villages, 독일어: SOS-Kinderdorf)은 아동양육 및 자립을 목적으로 하는 국제민간사회복지기구이다.
1949년 오스트리아에서 조직되었으며, 현재는 136개국(한국 포함) 이상의 국가에서 활동중이다. 한국SOS어린이마을은 1963년 비유럽권 최초로 SOS어린이마을을 개원한 이후로 현재까지 한국의 아동복지 발전에 크게 이바지하였으며, 2022년 현재 대구, 서울, 순천 지역에서 14개 사회복지시설을 운영하고 있다.